# قسور
القَسْوَر  أو القَسْوَرَة أو أطَر أو عَثَر أو بُدْليَّة (الاسم العلمي: Buddleja L.، بالأيمرية: Kiswara) هو جنس نباتي يتبع الفصيلة الغدبية من رتبة الشفويات وطائفة ثنائيات الفلقة.